# トリシア・エルファー

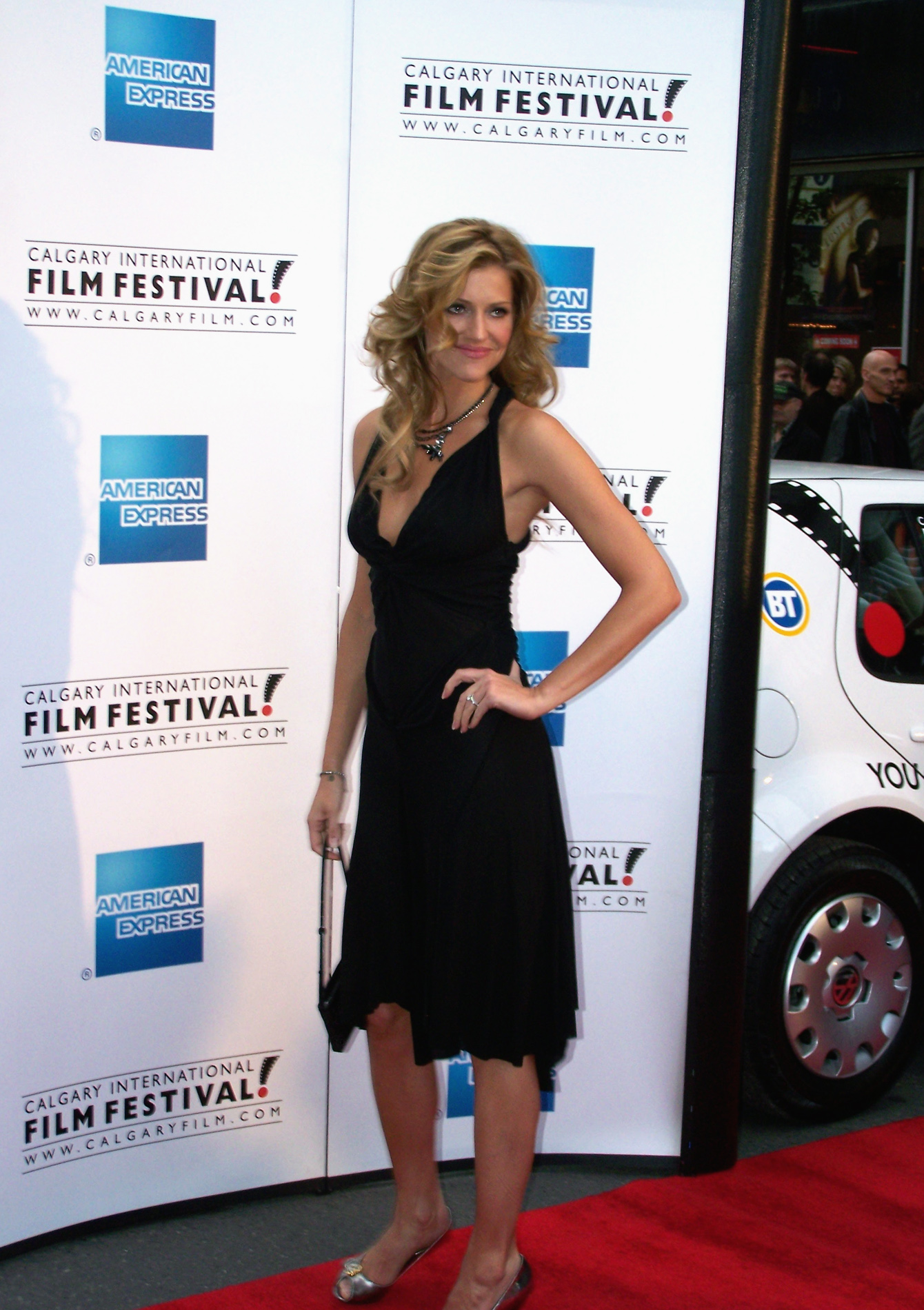
2007年カルガリー国際映画祭にて

トリシア・エルファー （Tricia Janine Helfer,1974年4月11日 - ）は、カナダの女優、元ファッションモデル。代表作は『GALACTICA/ギャラクティカ』のナンバー6。

## 人物
アルバータ州Stettler County Donaldaの田舎町に生まれる。家族は穀物農家を営んでいる。
17歳のころ、地元の映画館でモデルエージェンシーのスカウトに声をかけられたことでファッションモデル業界入りを果たす。彼女はドイツ人、スウェーデン人、ノルウェー人の血を引いている。
1992年にフォード・モデルのコンテストに入賞し、エリート・モデル・マネジメントと契約。後にTrump Model Managementと契約し、モデルとして活躍するが、2002年に引退。その後はテレビ作品や映画に俳優として出演している。
友人のバースデイパーティーで知り合ったJonathan Marshallと2003年に結婚したが2019年に離婚。

### GALACTICA/ギャラクティカへの出演
2003年、『宇宙空母ギャラクティカ』を基にしたSCI FIのミニシリーズ『GALACTICA/ギャラクティカ』にヒューマノイド・サイロン・オペレーターのナンバー・シックスとして出演。
2009年3月20日に最終回を迎えた、ピーボディー賞、エミー賞受賞のレギュラーシリーズでも同役を続演。独立した人格を持つ「コピー」が多数存在するというナンバー・シックスの独特なアイデンティティのために、ヘルファーは異なる無数の役柄を演じることとなった。

## 出演作品

### 映画
- Eventual Wife (2000)
- フル・ブラスター White Rush (2003)
- チャーリーズエンジェルストーリー Behind the Camera: The Unauthorized Story of Charlie's Angels (2004)
- メモリー　殺戮のビジョン Mem-o-re (2005)
- ジーニアスクラブ The Genius Club (2006)
- The Green Chain (2007)
- Spiral (2007)
- ボンテージポイント Walk All Over Me (2007)
- TEST10 テスト10 Bloodwork (2012)
- ワイルド・マックス solation(2015)

### テレビ番組
- Jeremiah (2002)
- CSI:科学捜査班 (2003年、第2シーズン第23話『哀しい宿命』に出演)
- GALACTICA/ギャラクティカ Battlestar Galactica (2003年のミニシリーズと2004年以降のテレビシリーズ)
- Canada's Next Top Model, Cycle 1 (2006)
- スーパーナチュラル(2007年、第2シーズン16話『死へのドライブ』に出演)
- BURN NOTICE 〜消されたスパイ Burn Notice (2007年と2008年、第1シーズン第13話『解雇通告の真相』と第2シーズン第12話『不法侵入』にカーラ役として出演)
- CHUCK/チャック　(第2シーズン第18話「チャックVS傷心」アレックス・フォレスト役)
- Killer Woman (2014)
- LUCIFER/ルシファー（2017-2018,2021）シャーロット/母神 役

### テレビアニメ
- スペクタキュラー・スパイダーマン The Spectacular Spider-Man (2008) （フェリシア・ハーディ/ブラック・キャット）

## ゲーム
- Command and Conquer 3 (2007)
- Mass Effect2（Enhanced Defense Intelligence）
- Mass Effect3（Enhanced Defense Intelligence）
- Spider-Man: Web of Shadows （フェリシア・ハーディ/ブラック・キャット）
- Halo 3: ODST - ベロニカ大尉
- スタークラフト2 - サラ・ケリガン